# 경향범
경향범(傾向犯)은 행위자의 일정한 주관적 경향의 발현으로 행하여진 범죄를 지칭하는 형법 개념이다. 예를 들어 강제추행죄의 경우, 성적인 흥분이나 만족을 얻기 위한 주관적이고 음란한 동기에서 범해진 때에는 범죄가 되지만, 외관상 같은 행위라도 의료의 목적으로 행해진 때에는 범죄가 되지 않는다.

## 참고 문헌
- 손동권, 『체계적 형법연습』, 율곡출판사, 2005. (ISBN 8985177915)